# モナチリオーニ
モナチリオーニ（イタリア語: Monacilioni）は、イタリア共和国モリーゼ州カンポバッソ県にある、人口約500人の基礎自治体（コムーネ）。

## 地理

### 位置・広がり

#### 隣接コムーネ
隣接するコムーネは以下の通り。
- カンポリエート
- マッキーア・ヴァルフォルトーレ
- ピエトラカテッラ
- リパボットーニ
- サン・ジョヴァンニ・イン・ガルド
- サンテリーア・ア・ピアニージ
- トーロ